# 池田徳潤
池田 喜延（いけだ よしのぶ）/ 池田 徳潤（いけだ のります）は、江戸時代後期の大名。播磨国福本藩主。維新後は男爵。

## 生涯
弘化4年11月11日（1847年12月18日）、交代寄合6000石の池田喜通の子として江戸にて誕生した。
慶応4年（1868年）に喜通は大名・福本藩主となるが、直後に死去したため、喜延が跡を継いだ。この時に徳潤と改名した。「徳」の字は、本家因幡国鳥取藩主の池田慶徳からの偏諱と思われる。明治2年（1869年）6月17日、版籍奉還により知藩事となる。明治3年（1870年）11月23日に廃藩となり、その領地は鳥取藩に併合されることとなった。明治4年（1871年）2月、鳥取県大参事に就任する。同年5月から海外視察に赴き、明治6年（1873年）12月に帰国する。
明治11年（1878年）11月に浅草区、明治14年（1881年）6月に京橋区、明治16年（1883年）5月麹町区、と東京市の区長を歴任する。明治17年（1884年）1月、兵庫県少書記官に就任する。同年7月8日、男爵を叙爵。明治19年（1886年）5月、長崎県少書記官に就任する。明治20年（1887年）2月、宮崎県書記官に就任する。同年11月18日、非職となる。
明治26年（1893年）11月、裁判所から家資分散の宣告を受ける。明治27年（1894年）1月26日、経済的な理由で爵位を返還する。晩年は福本で過ごし、昭和4年（1929年）5月13日に死去した。享年83。

## 系譜
- 父：池田喜通（1828年 - 1868年）
- 母：不詳
- 正室：万寿子 - 平野長発の長女
- 継室：貞子 - 田辺央立の養女
- 生母不明の子女
  - 男子：池田譲次
  - 女子：龍子 - 秋田映季継室
  - 男子
  - 女子
  - 女子